# Kolidž Trinity, Cambridge
Kolidž Trinity (Trinity College, polno ime: College of the Holy and Undivided Trinity) je eden od sestavnih kolidžev Univerze v Cambridgeu v Angliji. Z okoli 600 dodiplomskimi študenti, 300 diplomanti in več kot 180 višjimi člani univerze je največji med kolidži univerz Oxford in Cambridge. Po številu študentov je drugi za Homerton Collegeom iz Cambridgea.
V 20. stoletju so člani Trinity Collegea osvojili 32 od skupno 121 Nobelovih nagrad, ki jih je prejela Univerza v Cambridgeu, največ izmed vseh kolidžev, ter pet Fieldsovih medalj iz matematike (od šestih, dodeljenih britanskim univerzam).
Na Trinityju je diplomiralo šest britanskih premierov (vsi torijci ali vigovci/liberalci), pa tudi fizika Isaac Newton in Niels Bohr, filozofa Ludwig Wittgenstein in Bertrand Russell ter sovjetski vohuni Kim Philby, Guy Burgess in Anthony Blunt.
Na Kolidžu Trinity sta diplomirala tudi dva člana britanske kraljeve družine: princ William, vojvoda Gloucesterski in Edinburški, ki je pridobil magisterij leta 1790, in princ Charles, ki je je diplomiral iz humanističnih ved leta 1970. Nekateri drugi člani britanske kraljeve družine so tudi študirali v Cambridgeu, a študija niso dokončali, med njimi kralj Edvard VII., kralj Jurij VI. in princ Henryjem, vojvoda Gloucesterski.
Trinity se ponaša s številnimi društvi, med drugim s Trinity Mathematical Society, najstarejšim univerzitetnim matematičnim društvom v Združenem kraljestvu, ter s Prvim in Tretjim veslaškim društvom Trinity. Skupaj s kolidži Christ, Jesus, King in St. John je Trinity prispeval tudi več znanih članov v tajno društvo intelektualcev, imenovano Apostoli.
Leta 1848 je kolidž gostil srečanje, na katerem so študentje Cambridgea, ki so zastopali zasebne šole, kot so Westminster, določili prva pravila nogometa, poznana kot Cambriška pravila.
Sestrska šola Trinityja v Oxfordu je Christ Church. Kot kolidž je bil Trinity povezan z Westminster School do ponovne ustanovitve leta 1560, njegov ravnatelj je uradni guverner šole.

## Zgodovina

### Ustanovitev
Kolidž Trinity je nastal leta 1546 z združitvijo dveh obstoječih šol: Michaelhousa (ki jo je ustanovil Hervey de Stanton leta 1324) in King's Halla (ki jo je ustanovil Edward II. leta 1317, potrdil pa Edward III. leta 1337). V 16. stoletju je Henrik VIII. zasegal cerkvena zemljišča opatij in samostanov. Univerzi v Oxfordu in Cambridgeu sta kot verski instituciji in obe precej bogati pričakovali, da bosta naslednji na vrsti. Kralj je v parlamentu dosegel sprejetje zakona, ki mu je omogočal, da zapleni premoženje kateremu koli kolidžu in ga zapre. Univerzi sta za pomoč zaprosili kraljevo šesto ženo Catherine Parr. Ta je svojega moža pregovorila, naj univerz ne zapre, temveč ustanovi nov kolidž. Ker za to ni želel porabljati lastnih sredstev, je dve šoli (King's Hall in Michaelhouse) in sedem domov - Physwick (prej del kolidža Gonville in Caius), Gregory's , Ovyng's, Catherine's, Garratt, Margaret's in Tyler's - združil v Trinity College.

### Nevilova širitev
Večina večjih stavb Trinityja je iz 16. in 17. stoletja. Thomas Nevile, ki je postal ravnatelj leta 1593, je obnovil in preoblikoval velik del kolidža. Razširil in dokončal je Veliko dvorišče in med njim in reko Cam zgradil Nevilovo dvorišče. Slednje je bilo dokončano v poznem 17. stoletju, ko je bila zgrajena tudi Wrenova knjižnica, ki jo je zasnoval sir Christopher Wren.

### Sodobni časi
V 20. stoletju so bili Trinity College, St. John's College in King's College desetletja glavni vir članov cambriških Apostolov, elitnega skrivnega društva intelektualcev.
Leta 2011 je fundacija Johna Templetona podelila ravnatelju Trinity Collegea, astrofiziku Martinu Reesu, podelila sporno milijon funtov vredno nagrado Templeton za "uveljavljanje življenjske duhovne dimenzije".
Trinity je najbogatejši od kolidžev univerz Cambridge in Oxford, samo njegova zemljišča so vredna 800 milijonov funtov, kar ga uvršča med največje posestnike v Združenem kraljestvu (ali v Angliji), v družbo s kraljevimi posestmi (Crown Estate), National Trustom in anglikansko cerkvijo. Trinity ima v lasti:
- 3400 hektarjev stanovanjskih objektov v pristanišču Felixstowe, v Veliki Britaniji najbolj obremenjeno kontejnersko pristanišče
- Cambridge Science Park (tehnološki park)[5]
- O2 Areno v Londonu (nekdanji Millennium Dome)[6]
- 50% delež v portfelju trgovin in supermarketov Tesco, vreden 440 millionov funtov.

### Legende
Lord Byron je med bivanjem v kolidžu domnevno imel za hišnega ljubljenčka medveda.
Neka druga legenda pravi, da je mogoče iz Cambridgea v Oxford priti peš, ne da bi stopil izven zemljišča v lasti Trinityja. 
Kolidž Trinity se pogosto navaja kot kraj, kjer so izumili angleško, manj sladko različico zažgane kreme (crème brûlée), poznano kot Trinity burnt cream, čeprav so jo kuharji imenovali Trinity Creme brulee. Kremni puding s karamelo, ki je bil prvič postrežen za profesorskim omizjem Trinityja leta 1879, se v resnici precej razlikuje od francoskih receptov, od katerih je najzgodnejši že iz leta 1691.

### Trinity v Camberwellu
Trinity College že dolga leta sodeluje z Župnijo sv. Jurija v Camberwellu, v južnem Londonu. Študenti iz kolidža pomagajo voditi počitniške programe za otroke iz župnije že od leta 1966. Sodelovanje je bilo formalizirano leta 1979 z ustanovitvijo uradne dobrodelne organizacije Trinity v Camberwellu (reg. št. 279447), katere namen je "zagotavljati in spodbujati razvoj in napredek izobraževanja in pomoči ter drugih dobrodelnih ciljev v korist skupnosti Župnije sv. Jurija v Camberwellu in njene soseske."

## Objekti in zemljišča

### Glavni vhod
Glavni vhod (Great Gate) na kolidž vodi do Velikega dvorišča. V niši nad vhodom stoji kip ustanovitelja, Henrika VIII. V roki namesto meča drži leseno nogo stola in obstaja več legend o tem, kdo in kako naj bi ju zamenjal. Leta 1704 je univerza dobila prvi astronomski observatorij, ki so ga zgradili nad vratarnico Trinityja. Pod kipom ustanovitelja kolidža so grbi Edwarda III., ustanovitelja šole King's Hall, in njegovih sinov, od katerih jih je pet preživelo do odrasle dobe, šesti, William Hatfield, pa ne. Simbolni rodbinski znak slednjega je zato prazen, saj je umrl kot otrok, preden bi lahko dobil svoj grb.

### Veliko dvorišče
Veliko dvorišče (zgrajeno pretežno med letoma 1599 in 1608) je idejno zasnoval Thomas Nevile, ki je dal porušiti več na tem mestu stoječih stavb, tudi skoraj celoten nekdanji kolidž Michaelhouse. Edino preostalo stavba tega kolidža je med letoma 1770 in 1775 zamenjala menza (arhitekt James Essex). Ravnateljevo stanovanje (Master's Lodge) je uradna rezidenca britanskega vladarja, kadar je v Cambridgeu. 
Kraljevi dom (King's Hostel, zgrajen med letoma 1377 in 1416), ki je na severu Velikega dvorišča, za stolpom z uro, je edini preostali del stavbe šole King's Hall. 
Škofijski dom (zgrajen 1671, Robert Minchin) je samostojna stavba na jugozahodu Velikega dvorišča, poimenovana po Johnu Hacketu, škofu Lichfielda in Coventryja. Dodatni objekti so bili zgrajeni leta 1878, njihov arhitekt je bil Arthur Blomfield.

### Nevilovo dvorišče
Nevilovo dvorišče (zgrajeno 1614) je med Velikim dvoriščem in reko Cam. Je zapuščina ravnatelja Thomasa Nevila; ob prvotni ureditvi je merilo dve tretjini trenutne dolžine in ni imelo knjižnice. Leta 1758 so ga podaljšali in mu nekoliko preoblikovali zgornje nadstropje. Okrog dvorišča potekajo križni hodniki, ki nudijo zavetno pot z zadnje strani jedilnice do knjižnice in čitalnice, kot tudi med Wrenovo knjižnico in Novim dvoriščem. 
Wrenova knjižnica (zgrajena med leti 1676 in 1695, po načrtih Christopherja Wrena) je na zahodnem koncu Nevilovega dvorišča. Je ena izmed najbolj znanih in najbolje založenih knjižnic v Cambridgeu. Med pomembnejšimi primerki, ki jih hranijo v njej, sta dve prvi izdaji Shakespearovih del v folijskem formatu, rokopis dela The Vision of Piers Plowman iz 14. stoletja in pisma sira Isaac Newton. Pod stavbo so prijetni križni hodniki, od koder lahko študentje uživajo v pogledu na jedilnico ter na reko in loko, imenovano Backs, neposredno za njo.

### Novo dvorišče
Novo dvorišče (ali Kraljevo dvorišče; iz leta 1825, arhitekt William Wilkins) leži južno od Nevilovega dvorišča in je zgrajeno v tudorsko-gotskem slogu. Znano je po velikem drevesu v sredini. Govori se, da je prav to drevo, s katerega naj bi na Isaaca Newtona padlo jabolko. V resnici je bil Newton doma v Woolsthorpu, ko je postavil teorijo o gravitaciji, razen tega je drevo na Novem dvorišču kostanj. V tem obdobju je bilo zgrajeno več "Novih dvorišč", da bi lahko zagotovili prostor vse večjemu številu študentov.

### Druga dvorišča
Whewellovo dvorišče sta pravzaprav dve s tretjim po sredini (zgrajeno med leti 1860 in 1868, arhitekt Anthony Salvin) in je nasproti Velikega dvorišča, na drugi strani ceste. V celoti ga je plačal William Whewell, ki je bil ravnatelj kolidža od leta 1841 do svoje smrti leta 1866. Severni del je kasneje preuredil W. D. Caroe.
Angelsko dvorišče (zgrajeno med letoma 1957 in 1959, arhitekt H. C. Husband) je med Velikim dvoriščem in ulico Trinity in skupaj s stavbo Wolfson služi kot nastanitev za študente prvega letnika.
Wolfsonova stavba (zgrajena v obdobju med l. 1968 in l. 1972, Architects Co-Partnership) je južno od Whewellovega dvorišča, nad trgovinami. Po obliki spominja na zigurat, in se uporablja izključno za nastanitev prvih letnikov. Po obnovi v akademskem letu 2005/06 so sobe skoraj vse sobe v njej enoposteljne.
Dvorišče Blue Boar (zgrajeno 1989, MJP Arhitekti in Wright) je južno od Wolfsonove stavbe in vključuje zgornja nadstropja več okoliških stavb na Trinity Streetu, Green Streetu in Sidney Streetu.
Burrell's Field (zgrajen 1995, MJP Architecti) stoji zahodno od glavnih stavb kolidža, nasproti Univerzitetne knjižnice Cambridge.
Študentske sobe so tudi nad trgovinami na Bridge Streetu in Jesus Lane, za Whewellovim dvoriščem, diplomanti pa so nastanjeni na Portugal Streetu in drugih ulicah po Cambridgeu.

### Kapela
Kapela Trinity College je bila zgrajena sredi 16. stoletja in je zaščitena kot spomenik I. kategorije.
V njej so številni spomeniki nekdanjim profesorjem, med njimi kipi, spominske plošče in dve obeležji, posvečeni diplomantom in profesorjem, ki so umrli v obeh svetovnih vojnah. 
Kapeli gosti tudi nastope domačega pevskega zbora, ki šteje okoli 30 pevcev in 2 organista, ki so vsi študenti kolidža.

### Druga območja
Poleg do sedaj navedenih objektov območje kolidža obsega še:
- Kolegijski vrt;
- Kolegijsko zelenico;
- telovadnico, garderobe ter igrišča za skvoš, badminton, rokomet, hokej, nogometna, tenis in košarko.

### Galerija
- Glavni vhod
- Stolp z uro
- Novo dvorišče
- Pogled na reko Cam za Trinityjem, most Trinity in privez za plitve čolne
- Drevored lip in češenj ter železna vrata, ki se odpirajo na Queen's Road - pogled iz Backsa.
- Glavni vhod v Burrell's Field
- Kolegijska zelenica z najstarejšo zgradbo v kolidžu (izvirni del šole King's Hall) v ozadju
- Dvorišče Blue Boar, z Wolfsonovo v ozadju
- Kip Isaaca Newtona v Kapeli

## Ljudje, povezani s kolidžem
- Isaac Newton
- James Clerk Maxwell
- Srinivasa Ajangar Ramanudžan
- Godfrey Harold Hardy
- Charles Babbage
- Francis Bacon
- Arthur Balfour
- Lord Byron
- John Dryden
- Arthur Eddington
- Francis Galton
- Jawaharlal Nehru
- William Fox Talbot
- Alfred Tennyson
- Ludwig Wittgenstein
- Muhammad Iqbal

### Nobelovi nagrajenci
| Ime                             | Področje                 | Leto |
| ------------------------------- | ------------------------ | ---- |
| John Strutt, 3rd Baron Rayleigh | Fizika                   | 1904 |
| Joseph John (J. J.) Thomson     | Fizika                   | 1906 |
| Ernest Rutherford               | Kemija                   | 1908 |
| William Bragg                   | Fizika                   | 1915 |
| Lawrence Bragg                  | Fizika                   | 1915 |
| Charles Glover Barkla           | Fizika                   | 1917 |
| Niels Bohr                      | Fizika                   | 1922 |
| Francis Aston                   | Kemija                   | 1922 |
| Archibald V. Hill               | Fiziologija ali medicina | 1922 |
| Austen Chamberlain              | Mir                      | 1925 |
| Owen Willans Richardson         | Fizika                   | 1928 |
| Frederick Hopkins               | Fiziologija ali medicina | 1929 |
| Edgar Douglas Adrian            | Fiziologija ali medicina | 1932 |
| Henry Dale                      | Fiziologija ali medicina | 1936 |
| George Paget Thomson            | Fizika                   | 1937 |
| Bertrand Russell                | Literatura               | 1950 |
| Ernest Walton                   | Fizika                   | 1951 |
| Richard Synge                   | Kemija                   | 1952 |
| John Kendrew                    | Kemija                   | 1962 |
| Alan Hodgkin                    | Fiziologija ali medicina | 1963 |
| Andrew Huxley                   | Fiziologija ali medicina | 1963 |
| Brian David Josephson           | Fizika                   | 1973 |
| Martin Ryle                     | Fizika                   | 1974 |
| James Meade                     | Ekonomija                | 1977 |
| Pyotr Kapitsa                   | Fizika                   | 1978 |
| Walter Gilbert                  | Kemija                   | 1980 |
| Aaron Klug                      | Kemija                   | 1982 |
| Subrahmanyan Chandrasekhar      | Fizika                   | 1983 |
| James Mirrlees                  | Ekonomija                | 1996 |
| John Anthony Pople              | Kemija                   | 1998 |
| Amartya Sen                     | Ekonomija                | 1998 |
| Venkatraman Ramakrishnan        | Kemija                   | 2009 |

### Fieldsovi nagrajenci
Trinity College ima tudi številne dobitnike Fieldsove medalje (ki velja za matematični ekvivalent Nobelovi nagradi): Michael Atiyah Alan Baker, Richard Borcherds in Timothy Gowers. Atiyah je tudi dobitnik nagrade Abel.

### Predsedniki vlad
| Ime                                  | Stranka       | Leto                          |
| ------------------------------------ | ------------- | ----------------------------- |
| Spencer Perceval                     | Tory          | 1809–1812                     |
| Charles Grey, 2nd Earl Grey          | Whig          | 1830–1834                     |
| William Lamb, 2nd Viscount Melbourne | Whig          | 1834–1841                     |
| Arthur Balfour                       | Konzervativna | 1902–1905                     |
| Henry Campbell-Bannerman             | Liberalna     | 1905–1908                     |
| Stanley Baldwin                      | Konzervativna | 1923–1924 1924–1929 1935–1937 |

Drugi politiki so še: Robert Devereux, drugi grof Esseški, dvorjan Elizabete I., William Waddington, predsednik francoske vlade, Erskine Hamilton Childers, predsednik Irske, Jawaharlal Nehru, prvi in najdlje premier Indije, Rajiv Gandhi, predsednik indijske vlade, Lee Hsien Loong, predsednik vlade Singapurja, Samir Rifai, predsednik vlade Jordanije, Stanley Bruce, osmi predsednik vlade Avstralije, ter William Whitelaw, prvi vikont Whitelaw, v vladi lady Thatcher minister za notranje zadeve in poznejši namestnik predsednika vlade.

### Ravnatelji
Kolidž Trinity vodi ravnatelj. Prvi je bil John Redman, imenovan leta 1546. Včasih je ravnatelja imenoval kralj na predlog predsednika vlade. Danes ga izberejo profesorji, vendar ima formalno zadnjo besedo še vedno monarh. V sodobnem času je ravnatelj običajno najvišji akademski odličnež.
Zadnji štirje ravnatelji so bili vsi profesorji na kolidžu, med njimi Martin Rees, baron Rees Ludlowski (do konca junija 2012). Drugega oktobra 2012 ga je nasledil Sir Gregory Winter.

### Dekani Kapele
- Rev. Handley Moule (1873–1877)[16]
- Menih Harry Williams −1969
- John Robinson (1969–1983)
- teolog John Bowker (1984–1991)
- Arnold Browne (1991–2006)
- Michael Banner (2006–...)